# The Gambler (2014)
The Gambler ist ein US-amerikanischer Film des Regisseurs Rupert Wyatt aus dem Jahr 2014. Er ist eine Neuinterpretation des Films Spieler ohne Skrupel aus dem Jahr 1974. In den Hauptrollen spielen Mark Wahlberg und Jessica Lange; für Nebendarsteller George Kennedy war es der letzte Film.

## Handlung
Jim Bennett ist der Enkel eines der reichsten Männer Kaliforniens und unterrichtet als Dozent für Literatur in Los Angeles. Dennoch ist er hochverschuldet und spielsüchtig. Er leiht sich von mehreren Kredithaien Geld und verspielt es. Seine Mutter Roberta gibt ihm 260.000 US-Dollar, um seine Schulden zu begleichen und sein Leben zu retten. Er verspielt auch dieses Geld. Einer der kriminellen Geldverleiher findet heraus, dass der Basketballspieler Lamar in Bennets Kurs ist und zwingt Bennett, Lamar dazu zu bringen, das nächste Spiel mit nicht mehr als 8 Punkten Vorsprung zu gewinnen. Bennett leiht sich erneut Geld und setzt es anonym auf das Basketballspiel. Doch auch der hohe Gewinn reicht nicht zur Auszahlung seiner beiden Hauptgläubiger, die inzwischen sein Leben bedrohen. Er trifft sich mit den beiden in einem Glücksspiel-Etablissement, das von einer noch mächtigeren Unterweltfigur kontrolliert wird, so dass keiner der beiden gewaltsam Zugriff auf sein Geld nehmen kann. Am Roulette-Tisch setzt er sein gesamtes Kapital aus der Basketballwette auf Schwarz, gewinnt und spielt zum ersten Mal nicht einfach weiter. Er lässt den Gewinn für seine Gläubiger auf dem Spieltisch liegen und verlässt die Spielhölle ohne einen einzigen Cent Geld in der Tasche. Draußen wirft er sein Jackett in eine Mülltonne und weist das Angebot eines der beiden Geldverleiher ab, ihm seinen sechsstelligen Überschuss aus dem Roulettespiel auszuzahlen. Im Morgengrauen rennt er wie befreit quer durch die Stadt und klopft am Ende an die Tür seiner Studentin Amy, die sich im Verlauf des Films in ihn verliebt hat.

## Produktion
The Gambler wurde für geschätzte 25 Millionen US-Dollar von Paramount Pictures und Winkler Films produziert. Gedreht wurde ab dem 20. Januar 2014 in Los Angeles, dem USC Galen Center, Playboy Mansion und der University of Southern California sowie in Las Vegas.
Eine Vorführung fand am 10. November 2014 vor Vertretern der Filmindustrie beim American Film Market in Santa Monica, Kalifornien, statt. In den USA lief der Film am 25. Dezember 2014 in den Kinos an, in Deutschland am 15. Januar 2015.

## Synchronisation
Bei der Berliner Synchron wurde nach einem Dialogbuch von Hannes Maurer und unter der Dialogregie von Erik Paulsen produziert.
| Rolle          | Darsteller               | Sprecher                  |
| -------------- | ------------------------ | ------------------------- |
| Jim Bennett    | Mark Wahlberg            | Oliver Mink               |
| Amy Phillips   | Brie Larson              | Annina Braunmiller        |
| Big Ernie      | Domenick Lombardozzi     | Michael Iwannek           |
| Dexter         | Emory Cohen              | Constantin von Jascheroff |
| Ed             | George Kennedy           | Jürgen Kluckert           |
| Frank          | John Goodman             | Klaus Sonnenschein        |
| Game Color Man | Marques Johnson          | Harry Kühn                |
| Juwelier       | Richard Schiff           | Frank-Otto Schenk         |
| Lamar Allen    | Anthony Kelley           | Nico Sablik               |
| Neville Baraka | Michael Kenneth Williams | Thomas Petruo             |
| Roberta        | Jessica Lange            | Karin Buchholz            |